# Чигинь
Чигінь (словен. Čiginj) — поселення в общині Толмин, Регіон Горишка, Словенія. Висота над рівнем моря: 231,7 м. Розташоване на південь від Волче.